# 巨间碘泡虫
巨间碘泡虫（学名：Myxobolus abitus）为碘泡科碘泡虫属的动物。在中国，分布于浙江、广东、辽宁、湖南、福建、湖北、黑龙江流域等，营寄生生活，寄生在鳃、肾、体表、鳔、胆囊、膀胱（鳙、鲤、鲢）、脾（鳙）、肠（鳙、鲢）。